# Le Sel de Svanétie
Ne doit pas être confondu avec Sel de Svanétie.
Pour plus de détails, voir Fiche technique et Distribution.
Le Sel de Svanétie (titre original en géorgien : მარილი სვანეთს (Džim Švante), titre en russe : Соль Сванетии) est un film documentaire soviétique réalisé par Mikhaïl Kalatozov et sorti en 1930.

## Synopsis

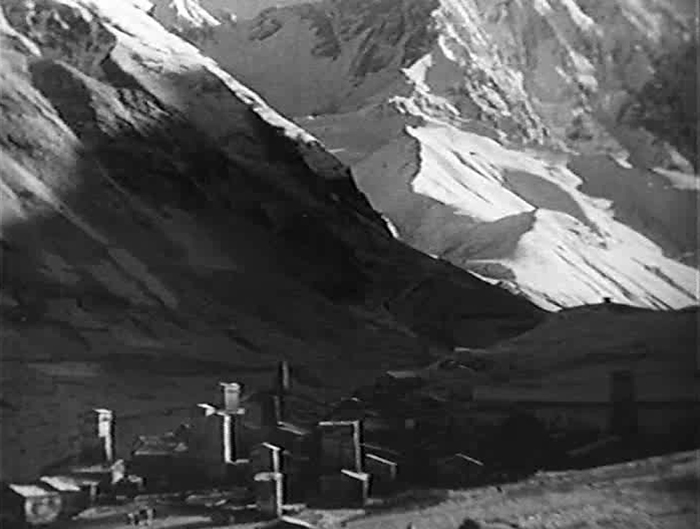
Le village de montagne d'Ouchgouli, au début du film.

La Svanétie est une haute vallée du Caucase située à 2 000 mètres d'altitude. Le film décrit l'existence de ses habitants. Coupée du reste du pays par une chaîne de montagnes difficilement franchissable, la population conservait en 1929 les vestiges de coutumes ancestrales. La peinture de cette vie, inchangée depuis des siècles, associe la misère et la dureté des conditions de travail à la rudesse du climat et de la nature environnante.
Une séquence illustre l'élevage des moutons et comment laine et fil sont produits. Une autre scène montre un pont suspendu et un homme tentant de le traverser. Lors d'une tempête de neige précoce, les paysans récoltent leurs produits. D'autres scènes montrent comment les Svanes confectionnent vêtements et chapeaux, se coupent les cheveux et enterrent leurs morts.
Le film se concentre alors sur le manque d'approvisionnement en sel. Coupé du monde extérieur pour la plus grande part de l'année, le village souffre d'une pénurie en sel. Les animaux lèchent la sueur et l'urine humaines. Pour contrer cette pénurie, le jeune pouvoir soviétique construit une route qui reliera cette région isolée au monde extérieur. Le film montre les équipes de travailleurs œuvrant à la construction de la route au moyen de rouleaux compresseurs et qui abattent les arbres d'une forêt qui représentent le dernier obstacle pour cette route qui reliera bientôt la Svanétie à la civilisation soviétique.

## Fiche technique
- Titre : Le Sel de Svanétie
- Titre original : Džim Švante
- Production : Goskinprom Gruzii
- Réalisation : Mikhaïl Kalatozichvili
- Scénario : Serguei Tretiakov
- Photographie : Chalva Gegelachvili - Noir et blanc
- Son : Film muet
- Décors : David Kakabadzé
- Durée : 55 minutes
- Pays d'origine :  Géorgie/ Union soviétique
- Date de sortie : 24 mai 1930
- Genre : Film documentaire

## Autour du film
« Presque tous les films qui avaient pour thème (...) l'initiation du peuple à la réalité soviétique, mettaient en scène les habitants des montagnes parce que les régions montagneuses, moins touchées par la civilisation, conservaient plus longtemps les vieilles coutumes et les cérémonies rituelles religieuses », écrit Natia Amiredjibi. Dans cette optique, Le Sel de Svanétie demeure l'exemple le plus remarquable.
En 1929, une équipe de tournage fut envoyée en expédition en Svanétie pour tourner un film de fiction, L'Aveugle. Mais celui-ci, une fois monté, fut, d'abord, accusé de "formalisme" et "mis au placard", avant de disparaître purement et simplement. Or, le réalisateur (Mikhaïl Kalatozov), séduit par la nature de cette région, avait tourné deux bobines de prises de vues touristiques, en plus de celles de L'Aveugle. De plus, il avait conservé des corbeilles des rushes de son film interdit. Il décida, alors, en accord avec certains de ses collaborateurs, de se mettre au travail pour réaliser un nouveau film, Džim Švante. « Peut-être le cinéma géorgien, en vertu de son arbitraire aveugle ou d'une bizarrerie de l'époque, a-t-il perdu un chef-d'œuvre. Mais l'important est que ce chef-d'œuvre n'ait pas disparu sans laisser de trace, qu'il ait trouvé une seconde naissance dans Le Sel de Svanétie, reconnu par tous comme un film admirable. »
« Dans Le Sel de Svanétie, le combat inévitable entre l'homme et la nature est avant tout causé par l'absence de toute civilisation. La nature sévère exige des dépenses maximales de forces vitales. Pour s'accoutumer à sa cruauté, l'homme s'endurcit. (...) », dit encore N. Amiredjibi. Cependant, « le Svane aime infiniment la montagne et sa nature, c'est pourquoi il lui pardonne sa cruauté, même ces chutes de neige en juillet qui le condamnent à la famine », ajoute-t-elle.
Mais, cette « vie misérable des Svanes pris dans un duel inégal avec les forces cruelles de la nature est encore mutilée par les superstitions et coutumes religieuses. Le film souligne particulièrement le contraste entre l'indifférence à la vie et la passion de la mort : l'accouchement solitaire d'une femme et l'enterrement rituel d'un défunt », fait-elle remarquer.
La description du film dans le catalogue d'exportation initial des films soviétiques de l'époque souligne également cet aspect. « La vie est patriarcale, primitive : la lutte pour l'existence dans ces montagnes couvertes de neige entraîne une telle misère, une telle faim, et, en particulier, un tel manque de sel, que chaque nouvelle naissance est considérée comme une malédiction, et la mort devient une fête solennelle. Des offrandes sanglantes étaient pratiquées sur les tombeaux des défunts. (...) », y écrit-on.
Jay Leyda, reprenant ce commentaire, considère, pour sa part, que le film de Kalatozov s'identifiera désormais avec le destin des Svanes, « de la même façon que les Hurdes d'Espagne sont identifiés avec Terre sans pain de Buñuel ». Ces deux films, dit-il, « sont liés dans mon esprit - tous deux surréalistes au sens littéral du terme, tous deux exprimant pour leur sujet une pitié rude, bien plus émouvante que tout appel à la sympathie. ».
Georges Sadoul établit également un tel rapprochement : « Une femme prête à accoucher chassée de sa maison, une vache égorgée, un cheval galopant jusqu'à faire éclater son cœur, une vache buvant avec avidité l'urine humaine, parce que salée, des kopeks comptés sur un crucifix, un nouveau-né déchiré par un chien, autant de traits qu'on pourrait dire "bunuéliens", si l'Espagnol et le Soviétique n'avaient pas ignoré réciproquement leurs films (...). ».
Une différence apparaît, toutefois, dans le fait que « les images tragiques du Sel de Svanétie s'achèvent sur la tonalité optimiste des affiches où l'on peut voir des slogans et des Svanes traçant la route grâce à laquelle les générations futures n'auront pas à subir le destin de leurs ancêtres. ».

## David Kakabadzé etLe Sel de Svanétie
Natia Amiredjibi signale dans son analyse du film l'apport du peintre géorgien David Kakabadzé. « En 1929, celui-ci se trouvait en Svanétie où il travaillait avec Kalatozichvili (Kalatozov) sur son film (en tant que décorateur). D'après les récits de ce dernier, il participa aux réglages extérieurs, aux choix des lieux de tournage, à l'élaboration de la composition des plans. Ce travail ne fut pas pour le peintre un épisode parmi tant d'autres. C'est certainement à ce moment que naquit son cycle d'œuvres intitulé Svaneti. (...) Et Le Sel de Svanétie fut le fruit de leur création commune. ».